# Dick Button
Richard Totten Button, detto Dick (Englewood, 18 luglio 1929 – North Salem, 30 gennaio 2025), è stato un pattinatore artistico su ghiaccio statunitense, specializzato nel singolo.
È l'unico non europeo ad aver vinto il campionato europeo.
È stato il primo pattinatore a eseguire un doppio axel, impresa che gli riuscì alle Olimpiadi Invernali del 1948. Quattro anni più tardi, alle Olimpiadi del 1952, è diventato il primo pattinatore a eseguire un salto triplo, un loop. È stato l'unico pattinatore del dopoguerra, insieme al giapponese Yuzuru Hanyu, capace di vincere due volte l'oro olimpico nella competizione maschile.

## Biografia
Dick Button è nato a Englewood, nel New Jersey, il 18 luglio 1929. È il più giovane dei tre figli dell’uomo d’affari George Button e di sua moglie, Evelyn Bunn Totten. Ha iniziato a pattinare all’età di sei anni. Il suo allenatore è stato l’ex saltatore con gli sci svizzero Gustave Lussi. Nel 1943 Button ha partecipato per la prima volta all’Eastern States Championship nella categoria novice e ha vinto l’argento. A precederlo è stato Jean-Pierre Brunet, unico figlio di Andrée Joly e Pierre Brunet. Qualche settimana più tardi ha vinto l’oro nel Middle Atlantic Novice Championship. Nel 1944 ha vinto il Campionato nazionale nella categoria novice, l’anno successivo ha vinto il titolo nella categoria junior e nel 1946 è diventato per la prima volta campione nazionale nella categoria senior, riuscendo nell’impresa di vincere il titolo nazionale in tre categorie diverse nell’arco di tre anni e di diventare, a 17 anni, il più giovane vincitore del campionato statunitense nella categoria senior. Button ha vinto il titolo senior altre sei volte, fino al 1952, eguagliando il primato stabilito fra il 1928 e il 1934 da Roger Turner.
Grazie alla guida di Lussi, che ha applicato le leggi della fisica allo sport e gli ha suggerito movimenti in precedenza inimmaginabili, Button ha rivoluzionato il pattinaggio. Nel Campionato del mondo del 1947 ha eseguito per la prima volta una trottola angelo saltata Il programma, molto impegnativo da un punto di vista atletico, comprendeva anche diverse combinazioni di salti doppi, qualcosa che all’epoca era estremamente raro. Pur avendo ottenuto più punti dei suoi avversari, Button si è dovuto accontentare dell’argento a causa della regola che accordava una migliore posizione in classifica al pattinatore che aveva ottenuto un piazzamento migliore dal maggior numero dei giudici.
Nel 1948 Button ha vinto il Campionato europeo, primo e unico non europeo a vincere il titolo maschile, visto che dopo il suo successo e quello contemporaneo della canadese Barbara Ann Scott nella gara femminile l’International Skating Union ha varato un nuovo regolamento secondo il quale l’iscrizione al Campionato europeo era limitata ai soli atleti europei. Button si è confermato il più forte ai Giochi olimpici del 1948, dove ha vinto la gara costruendosi un buon vantaggio nelle figure obbligatorie e stupendo tutti nel libero con l’esecuzione del primo doppio axel del pattinaggio. A 18 anni e 202 giorni, Button è diventato il più giovane vincitore della gara maschile.
Negli anni successivi Button ha vinto tutte le competizioni a cui ha partecipato. Nei Giochi olimpici del 1952 è diventato il primo pattinatore ad atterrare un salto triplo, il triplo loop. Ha concluso la carriera agonistica nel 1952, dopo aver vinto il secondo oro olimpico, cinque ori e un argento al campionato del mondo, un oro al Campionato europeo e tre ori al Campionato del Nord America. Negli ultimi cinque anni la sua superiorità è stata tale che solo in due occasioni non è stato ritenuto il migliore sia nelle figure obbligatorie che nel programma libero, e da un unico giudice.
Parallelamente all’attività agonistica, Button ha proseguito gli studi. Nel 1948 si è iscritto all’Università Harvard, presso la quale ha ottenuto il suo baccalaureato nel 1952. Ha poi proseguito gli studi presso la Facoltà di Giurisprudenza, laureandosi nel 1956. Nel 1973 si è sposato con l’allenatrice e coreografa Slavka Kohout. La coppia ha avuto due figli, Edward ed Emily, prima di divorziare nel 1984.
Negli anni ’50 Button si è esibito negli show di Ice Capades e Holiday on Ice. Nel 1959 ha fondato una sua compagnia, con la quale ha prodotto numerosi show su ghiaccio, oltre che il Campionato del mondo per professionisti. Nel 1962 ha iniziato a commentare gli eventi di pattinaggio per la ABC, ruolo che ha ricoperto per oltre quarant’anni e che gli ha consentito di vincere un Premio Emmy come Outstanding Sports Personality -- Analyst. Nei suoi commenti Button ha sempre efatizzato l'importanza della corretta tecnica e della capacità dei pattinatori di interpretare il programma, criticando chi si limita a eseguire gli elementi tecnici, e non sempre nel migliore dei modi. Nel 1976 è stato ammesso nella Hall of Fame del pattinaggio. Il 31 gennaio 2000 è caduto mentre pattinava e ha subito una commozione cerebrale, per la quale è stato necessario un lungo periodo di riabilitazione. In seguito è diventato un sostenitore della Brain Injury Association of America. È autore dei libri Dick Button on Skates e Instant Skating.

## Palmarès
| Evento                       | 1944 | 1945 | 1946 | 1947 | 1948 | 1949 | 1950 | 1951 | 1952 |
| ---------------------------- | ---- | ---- | ---- | ---- | ---- | ---- | ---- | ---- | ---- |
| Giochi olimpici invernali    |      |      |      |      | 1°   |      |      |      | 1°   |
| Campionati mondiali          |      |      |      | 2°   | 1°   | 1°   | 1°   | 1°   | 1°   |
| Campionati europei           |      |      |      |      | 1°   |      |      |      |      |
| North American Championships |      |      |      | 1°   |      | 1°   |      | 1°   |      |
| Campionati statunitensi      | 1° N | 1° J | 1°   | 1°   | 1°   | 1°   | 1°   | 1°   | 1°   |